# Gymnelia lycopolis
Gymnelia lycopolis là một loài bướm đêm thuộc phân họ Arctiinae, họ Erebidae.